# Youthanasia
Youthanasia es el sexto álbum de estudio del grupo musical estadounidense Megadeth. Su fecha de salida fue el 31 de octubre de 1994, y más tarde, en 2004, salió al mercado una versión remasterizada del álbum.
Después de Countdown to Extinction, el álbum Youthanasia cuenta con un sonido thrash propio del grupo musical, aunque más suave que en sus anteriores trabajos. El nombre Youthanasia proviene de los términos youth ('Joven') y thanasia ('Euthanasia').
El disco fue producido por Max Norman bajo la compañía Capitol Records grabado en el estudio del grupo, y su repercusión en el mercado fue excelente, llegando a alcanzar la cuarta posición en la lista de éxitos Billboard. Fue certificado con un disco de oro en tan solo 30 minutos en Canadá. De acuerdo con "National Album Positioning Charts", Youthanasia ha vendido hasta el momento más de 2 millones de copias en los Estados Unidos.

## Antecedentes y grabación
El lanzamiento de estudio anterior de Megadeth, Countdown to Extinction, se convirtió en el mayor logro comercial de la banda, ingresando al Billboard 200 en el segundo puesto y, finalmente, convirtiéndose en doble platino. Como resultado, continuamente se agotaron los estadios en América del Norte, además de desarrollar un fuerte apoyo en el extranjero. Con el siguiente álbum, Youthanasia, la banda se movió hacia un sonido más convencional.
Fue un momento de problemas y conflictos para Megadeth, que cada dos semanas más o menos, según el líder Dave Mustaine, hubo "intervenciones emocionales escandalosas" para hacer del grupo una democracia. Muchas reuniones de la banda durante este período se referían al control creativo de Mustaine sobre una "fórmula exitosa", para que el resto de la banda pudiera ejercer mejor su creatividad. Otro problema fue la indecisión sobre dónde se llevaría a cabo la grabación. Mustaine no quería grabar en Los Ángeles, por lo que finalmente se decidió grabar en Phoenix, ya que la mayoría de la banda residía en Arizona.
Las sesiones para el álbum comenzaron inicialmente en Phase Four Studios (Tempe) en enero de 1994, y después de algunas semanas, las sesiones se trasladaron a Vintage Recorders en Phoenix y continuaron allí hasta mayo; este estudio es a menudo el lugar para escenas en el video Evolver. Hablando sobre el proceso de grabación, Mustaine dijo que Youthanasia fue escrita únicamente en el estudio. "No estábamos reproduciendo ningún material antiguo y catalogado. Nada del pasado realmente influyó en el nuevo disco". Mencionó que dio "más libertad" a los otros miembros y calificó el álbum como "un esfuerzo total de la banda".

## Portada y lanzamiento
La portada de Hugh Syme muestra a una anciana colgando a varios bebés de sus pies en un tendedero aparentemente interminable. Según el bajista David Ellefson, el concepto se inspiró directamente en una línea de la canción homónima al título del álbum, en la cual se dice "We've been hung out to dry" ("Nos han colgado para secarnos", traducido al español). Explicó que esta canción "fue probablemente la representación más fuerte de cómo nos sentimos acerca de los jóvenes que escuchan nuestra música y lo que les depara el futuro. Es como si tuvieras una opción, puedes ser proactivo o puedes elegir 'Youthanasia'." Pues, el título es una combinación de las palabras "juventud" ("Youth", en inglés) y "eutanasia". Mustaine ha declarado que la idea del título proviene de escuchar sobre Jack Kevorkian, así como del declive del bienestar de los jóvenes, refiriéndose específicamente a temas como las drogas, el crimen y la violencia, y la falta de paternidad.
El álbum fue lanzado el 1 de noviembre de 1994 a través de Capitol Records. La promoción incluyó el primer sitio web oficial de una banda, "Megadeth, Arizona", descrito por su creador, Robin Sloan Bechtel, como "un cibertown virtual en el ciberespacio" donde los fanáticos se reunieron en una comunidad en línea que, entre otras cosas, ofrecía noticias sobre el nuevo álbum de Megadeth. Youthanasia fue un éxito comercial, debutando y alcanzando el número 4 en el Billboard 200, con 143 000 unidades vendidas en su primera semana. De esta forma se convirtió en el segundo álbum entre los cinco primeros de la banda, ligeramente por debajo del pico alcanzado por Countdown to Extinction en 1992, el cual alcanzó el número 2 de dicha lista, y la banda solo alcanzaría tal hito nuevamente en 2016 con Dystopia. Varias semanas después de su lanzamiento, fue certificado como disco de platino por la Recording Industry Association of America (RIAA), al venderse un millón copias en los Estados Unidos. El álbum también logró entrar en el top 10 en el Reino Unido y algunos otros países europeos. Finalmente recibió una certificación de platino de Music Canada y un premio de la British Phonographic Industry (BPI) por ventas de 100 000 y 60 000 copias, respectivamente. El 27 de julio de 2004 se volvió a publicar una edición remezclada y remasterizada con varios bonus tracks y notas detalladas.
Se lanzaron tres singles de Youthanasia: "Reckoning Day", "Train of Consequences" y "A Tout le Monde". Este último sería posteriormente regrabado con la vocalista de Lacuna Coil Cristina Scabbia bajo el título "À Tout le Monde (Set Me Free)". Esta versión también fue lanzada como sencillo e incluida en United Abominations (2007). Tanto "Train of Consequences" como "A Tout le Monde" figuran en la lista de Mainstream Rock Tracks.
Se lanzó una copia promocional especial del álbum con un ensayo del novelista de suspenso Dean Koontz titulado "Godzilla vs. Megadeth".

## Lista de canciones
1. "Reckoning Day"  – 4:34
2. "Train of Consequences" – 3:26
3. "Addicted to Chaos" – 5:26
4. "A Tout Le Monde" – 4:28
5. "Elysian Fields"  – 4:03
6. "The Killing Road" – 3:57
7. "Blood of Heroes" – 3:57
8. "Family Tree"  – 4:07
9. "Youthanasia" – 4:09
10. "I Thought I Knew It All"  – 3:44
11. "Black Curtains"  – 3:39
12. "Victory " – 4:27

### 2004 Remasterizado: Bonus Tracks
1. "Millennium of the Blind" – 2:15
2. "New World Order" (Demo) – 3:45
3. "Absolution" (Instrumental) – 3:27
4. "A Tout Le Monde" (Demo) – 6:20

Todas las canciones escritas por Dave Mustaine, Dave Ellefson, Marty Friedman, Nick Menza.